# Hubert Niepala
Hubert Jan Niepala (ur. 4 października 1944 w Źlinicach) – polski samorządowiec, menedżer i inżynier, w latach 1999–2002 członek zarządu województwa opolskiego, od kwietnia do listopada 2002 jako wicemarszałek.

## Życiorys
Urodził się w Źlinicach, od 1965 mieszkał w Prószkowie. Z wykształcenia inżynier elektryk, absolwent Wyższej Szkoły Inżynierskiej w Opolu. Przez 17 lat był kierownikiem zakładu w Instytucie Mineralnych Materiałów Budowlanych, a przez 10 – wiceprezesem opolskiego Polmozbytu. Od 1998 do 2005 zasiadał w radzie nadzorczej Przedsiębiorstwa Budownictwa Inżynieryjnego „WBPK” (co wiązało się z oskarżeniami o złamanie przepisów antykorupcyjnych).
Był aktywny jako działacz mniejszości niemieckiej, m.in. w Towarzystwie Społeczno-Kulturalnym Niemców na Śląsku Opolskim. Zasiadał w radzie gminy Prószków w latach 1990–1994 i 1998–2000, w tym przez jedną kadencję w jej zarządzie. Przez 12 lat był delegatem do sejmiku, od 1990 do 1994 zasiadając w jego prezydium. Był przewodniczącym Zarządu Związku Gmin Prokado w latach 1993–1996.
28 grudnia 1999 został wybrany na członka zarządu województwa opolskiego. Z listy komitetu Mniejszość Niemiecka w 2001 bezskutecznie kandydował do Sejmu (zdobył 566 głosów). 19 kwietnia 2002 w kolejnym zarządzie województwa objął fotel wicemarszałka. Zakończył pełnienie funkcji wraz z końcem kadencji zarządu 16 listopada 2002. W tym samym roku kandydował do sejmiku opolskiego (mandat uzyskał w 2005 po śmierci Horsta Konietzki). Od lutego 2003 do października 2005 sprawował funkcję wicestarosty powiatu krapkowickiego. W 2006 nie ubiegał się o reelekcję, w 2010 ponownie został radnym gminy Prószków. W 2014 kandydował do sejmiku z listy KWW Nasz Samorząd.
Mieszka w Prószkowie. Jest żonaty, ma 3 dzieci i 6 wnucząt. W 2018 odznaczony Odznaką „Za Zasługi dla Województwa Opolskiego”.